# أيريني بالشيتيه
أيريني بالشيتيه (من مواليد 13 يوليو 1992) هي لاعبة قفز عالي من ليتوانيا، فازت بالميدالية الذهبية في بطولة أوروبا للقفز داخل الصالات 2017. تنافست في ثلاث دورات من الألعاب الأولمبية في 2012، 2016، و2021. وفازت بالميدالية الفضية في بطولة أوروبا 2016. وفازت بالميدالية الذهبية في بطولة أوروبا لألعاب القوى داخل الصالات 2017 والميدالية البرونزية في بطولة أوروبا لألعاب القوى داخل الصالات 2019. أفضل رقم شخصي لها هو 2.01 متر، حققته في مارس 2017 عندما فازت بالميدالية الذهبية في بطولة أوروبا لألعاب القوى داخل الصالات.
شاركت في دورة الألعاب الأولمبية الصيفية 2024 في باريس، فرنسا ضمن القفز العالي للسيدات وحلت في المركز الخامس عشر مكرر في مرحلة التصفيات ولم تتمكن من التأهل إلى الجولة النهائية.

## نشأتها
ولدت أيريني بالشيتيه في كاوناس، ليتوانيا. كان والدها أوريماس بالشيتيس لاعب كرة سلة محترف. التحقت بمدرسة سيمونو ستانيفيشيوس الثانوية في فيلنيوس. من عام 2006 إلى عام 2010، درست في صالة الألعاب الرياضية جيمينا في فيلنيوس. في عام 2010، بدأت دراسة إدارة معلومات الأعمال في جامعة فيلنيوس، كلية الاتصالات. بعد إكمال شهادتها الجامعية، بدأت دراسات الماجستير في جامعة فيلنيوس، كلية الاقتصاد (التسويق والاتصالات المتكاملة).

## الإنجازات
| العام          | المسابقة                               | المكان                     | المركز                            | ملاحظة         |
| تمثيل ليتوانيا | تمثيل ليتوانيا                         | تمثيل ليتوانيا             | تمثيل ليتوانيا                    | تمثيل ليتوانيا |
| -------------- | -------------------------------------- | -------------------------- | --------------------------------- | -------------- |
| 2008           | بطولة العالم للناشئين                  | بيدغوشتش، بولندا           | المركز التاسع عشر (التصفيات)      | 1.74 متر       |
| 2009           | بطولة العالم للشباب                    | بريكسن، إيطاليا            | المركز الرابع                     | 1.82 متر       |
| 2010           | بطولة العالم للصالات المغلقة           | الدوحة، قطر                | المركز السادس عشر (التصفيات)      | 1.85 م         |
| 2010           | بطولة العالم للناشئين                  | مونكتون، كندا              | المركز الثاني                     | 1.89 م         |
| 2011           | دورة الألعاب الجامعية                  | شنتشن، الصين               | المركز الثاني                     | 1.96 م         |
| 2011           | بطولة أوروبا لألعاب القوى داخل الصالات | باريس، فرنسا               | المركز التاسع عشر (التصفيات)      | 1.85 م         |
| 2012           | بطولة العالم لألعاب القوى داخل الصالات | إسطنبول، تركيا             | المركز التاسع (التصفيات)          | 1.92 م         |
| 2012           | بطولة أوروبا                           | هلسنكي، فنلندا             | المركز التاسع                     | 1.89 م         |
| 2012           | الألعاب الأولمبية                      | لندن، المملكة المتحدة      | المركز العاشر                     | 1.89 م م       |
| 2013           | بطولة أوروبا لألعاب القوى تحت 23 سنة   | تامبيري، فنلندا            | المركز الثاني                     | 1.92 م         |
| 2013           | بطولة العالم                           | موسكو، روسيا               | المركز الحادي عشر                 | 1.89 م         |
| 2014           | بطولة العالم لألعاب القوى داخل الصالات | سوبوت، بولندا              | المركز العاشر (التصفيات)          | 1.92 م م       |
| 2014           | بطولة أوروبا                           | زيورخ، سويسرا              | المركز الثالث عشر                 | 1.90 م         |
| 2015           | بطولة أوروبا لألعاب القوى داخل الصالات | براغ، جمهورية التشيك       | المركز الرابع                     | 1.94 م         |
| 2015           | دورة الألعاب الجامعية                  | غوانغجو، كوريا الجنوبية    | المركز الأول                      | 1.84 م         |
| 2015           | بطولة العالم                           | بكين، الصين                | الرابع عشر (التصفيات)             | 1.89 م         |
| 2016           | بطولة العالم لألعاب القوى داخل الصالات | بورتلاند، الولايات المتحدة | الرابع                            | 1.96 م         |
| 2016           | بطولة أوروبا                           | أمستردام، هولندا           | الثاني                            | 1.96 م         |
| 2016           | الألعاب الأولمبية                      | ريو دي جانيرو، البرازيل    | المركز الثالث عشر                 | 1.88 م         |
| 2017           | بطولة أوروبا لألعاب القوى داخل الصالات | بلغراد، صربيا              | المركز الأول                      | 2.01 م         |
| 2017           | بطولة العالم                           | لندن، المملكة المتحدة      | المركز السابع                     | 1.92 م         |
| 2017           | الألعاب الجامعية                       | تايبيه، تايوان             | المركز الثالث                     | 1.91 م         |
| 2018           | بطولة أوروبا                           | برلين، ألمانيا             | المركز الرابع                     | 1.96 م         |
| 2019           | بطولة أوروبا لألعاب القوى داخل الصالات | غلاسكو، المملكة المتحدة    | المركز الثالث                     | 1.97 م         |
| 2019           | بطولة العالم                           | الدوحة، قطر                | المركز الثاني والعشرون (التصفيات) | 1.85 م         |
| 2021           | الألعاب الأولمبية                      | طوكيو، اليابان             | المركز الثامن والعشرون (التصفيات) | 1.86 م         |
| 2023           | بطولة العالم                           | بودابست، المجر             | المركز العشرين (التصفيات)         | 1.85 م         |
| 2024           | بطولة أوروبا                           | روما، إيطاليا              | المركز الثالث عشر (التصفيات)      | 1.89 متر       |
| 2024           | الألعاب الأولمبية                      | باريس، فرنسا               | المركز الخامس عشر (التصفيات)      | 1.88 متر       |

## روابط خارجية
- أيريني بالشيتيه في موقع أوليمبيديا
- أيريني بالشيتيه في اللجنة الأولمبية الدولية